# Andreas Dirr
Andreas Dirr (* 3. Oktober 1976 in Stuttgart) ist ein deutscher Filmregisseur und Drehbuchautor.

## Werdegang
Andreas Dirr studierte Theater- und Medienwissenschaften, Psychologie und Geschichte an der Friedrich-Alexander-Universität Erlangen-Nürnberg. Das Studium schloss er im Jahr 2005 ab. Erste Kurzfilme, Drehbücher, Reportagen und Dokumentationen entstanden bereits während des Studiums. In den Jahren 2003 und 2004 war er Stipendiat der Akademie für Kindermedien. Von 2009 bis 2010 war er Stipendiat der Drehbuchwerkstatt München. Andreas Dirr lebt in Berlin.

## Filmografie

### Kurzfilme
- 1999: Spiel der Spiele

### Dokumentarfilme
- 2000: Der Tod des Pero Radakovic
- 2005: Leben um zu arbeiten... – Eine Reise durch Russland und China
- 2006: Von Wladiwostok nach Moskau – In einem Zug durch Russland (mit Wolfgang Ettlich)
- 2007: Die Weltraumspione
- 2008: Operation Skorpion – Eine Frau im Visier des KGB
- 2009: Hat der Motor eine Seele? – Im Auto um die Welt (über Hans Koeppen)
- 2011: Requiem im ewigen Eis. Konzertdokumentation in Jakutsk

### Drehbücher
- 2010: Das dunkle Nest
- 2015: Mordkommission Istanbul – Der Broker vom Bosporus
- 2015: Die Tote aus der Schlucht
- 2017: Bruder – Schwarze Macht
- 2022: Jenseits der Spree – Mutterliebe

#### Serien
- 2022–2024: Soko Hamburg (Headautor)
- 2012–2016: Küstenwache
- 2015: Kripo Holstein – Mord und Meer
- 2016–2017: Die Pfefferkörner
- 2017: SOKO Wismar
- 2017 & 2019: Großstadtrevier
- 2021: SOKO Potsdam
- seit 2013: Notruf Hafenkante
- seit 2020: WaPo Bodensee
- seit 2020: WaPo Berlin (auch Serienkonzept & Pilotfolge)